# Serra de Cinto
La Serra de Cinto és una serra termenal entre els municipis de Castell de Mur i Tremp (a l'antic enclavament de Claret), al Pallars Jussà.
És una serra de 2 quilòmetres que s'estén de ponent a llevant. A l'extrem oest, hi té el Serrat de Cabicerans, ja en terme de Tremp, i a l'extrem est, el poblet de Puigmaçana.
Separa la vall del barranc de Palau, al nord, en terme de Tremp, de la del barranc de l'Espona, al sud, en terme de Castell de Mur.